# Valdemunitella dianae
Valdemunitella dianae är en mossdjursart som beskrevs av William Roy Branch och Hayward 2005. Valdemunitella dianae ingår i släktet Valdemunitella och familjen Calloporidae. Inga underarter finns listade i Catalogue of Life.